# Abram Rabinovič
Abram Isaakovič Rabinovič (in russo Абрам Исаакович Рабинович?; in lettone: Ābrams Rabinovičs; Vilnius, 20 dicembre 1878 – Mosca, 7 novembre 1943) è stato uno scacchista russo (sovietico dal 1921).

## Biografia
Nato in una famiglia ebraica a Vilnius quando la Lettonia faceva parte dell'impero russo, durante la prima guerra mondiale si trasferì a Mosca.

Principali risultati:
- 1909:  2º-3º a Vilnius (6º campionato russo) dietro ad Akiba Rubinstein
- 1920:  5º-6º a Mosca nel primo campionato sovietico, vinto da Alexander Alekhine
- 1925:  4º nel torneo di Mosca (vinse Aleksandr Sergeyev)
- 1926:  1º nel campionato di Mosca
- 1930:  1º a Mosca